# Johann Dieterich Leyding
Johann Dieterich Leyding (geboren am 5. April 1721 in Verden; gestorben am 20. Februar 1781 in Hamburg) war ein deutscher Fabeldichter, Lyriker und Publizist.

## Leben
Von Leydings Leben ist nur wenig bekannt. Er kam wohl um 1750 nach Hamburg, lebte als Privatgelehrter und heiratete am 2. Januar 1770 Maria Elisabeth Meyer. Er soll einige Jahre Vorsteher einer privaten Erziehungsanstalt gewesen sein.
Als Schriftsteller veröffentlichte er mehrerer Bände mit Gedichten, Epigrammen und Fabeln sowie religiöse Erbauungslyrik. Außerdem war er Herausgeber einer ganzen Reihe von Zeitschriften.

## Werke
- Lieder und Scherzgedichte. Iversen, Altona und Leipzig 1757.
- Oden und Lieder mit ihren eigenen Melodien. Altona 1757.
- Fabeln, Erzählungen, epigrammatische und andere kleine Gedichte. Hamburg 1765.
- Der Einsame. Hamburg 1766.
- Christlicher Ältern Weihnachts- und Neujahrsgeschenk an gute und geliebte Kinder. 1774.
- Zur Hausandacht für Christen [...]. 6 Teile. Hamburg 1776.

Herausgegebene Zeitschriften und Periodika:
- zusammen mit Johann Friedrich Löwen und Johanne Charlotte Unzer: Hamburgische Beyträge zu den Werken des Witzes und der Sittenlehre. 1753–1755.
- Der Bienenstock. Eine Sittenschrift, der Religion, Vernunft und Tugend gewidmet. Spierings, Hamburg 1755 ff., ZDB-ID 44974-x. Vierte, verbesserte und vermehrte Aufl. 1765/1766.
- Neues gemeinnütziges Magazin für die Freunde der nützlichen und schönen Wissenschaften und Künste. Hamburg 1760 f.
- Der Auswähler, oder der Kern der besten moralischen Wochenschriften neuerer Zeiten. Stücke 1–31, Berlin 1764.
- Der neue Bienenstock. Eine Sittenschritt, der Religion, Vernunft und Tugend gewidmet. Brandt, Hamburg 1764–1768, ZDB-ID 984403-x.
- Handbibliothek für Kinder und junge Leute : zur Ausbreitung der Religion, der Tugend, der Wahrheit, der Sitten, des Geschmacks und des Witzes. 2 Teile. Hamburg 1770. 2., verb. und vermehrte Aufl. 3 Teile. Korten, Flensburg 1777–1779.
- Minerva und die Grazien. Eine Wochenschrift. o. O.1774.
- Hamburgische Gartenbibliothek, worin physikalische, moralische, historische, satyrische und poetische Schriften […] zu finden sind. Hamburg 1775 f.